# A todo sí (álbum de Malú)
A todo sí es el nombre del decimotercer álbum de estudio de Malú y vigésimo en la discografía de la cantante, puesto a la venta el 8 de diciembre de 2023. Editado bajo el sello discográfico Sony Music, en su dirección musical participaron diversos nombres, como Paco Salazar, Dabruk o D.J. Nano. Está compuesto de catorce pistas musicales, incluye trece nuevas versiones de temas ya conocidos de su repertorio a dúo con otros artistas, así como con un tema inédito interpretado en solitario, «Ausente».

## Antecedentes
A modo de celebración por sus primeros 25 años de carrera musical, Malú revisita con nuevos sonidos trece de las canciones más representativas de su discografía. Con la excepción de «Como una flor» interpretada en solitario, en cada pista se acompaña por un artista diferente, repitiendo experiencia con artistas como Manuel Carrasco, Vanesa Martin, Pablo Alborán, Melendi o Alejandro Sanz y colaborando por primera vez con otros, como Ana Mena, Abraham Mateo o Luis Fonsi. Cada artista invitado seleccionó el tema de Malú que deseaba cantar y el productor musical para trabajar en estudio. Además de las revisiones, el disco incluye el tema inédito «Ausente», compuesta especialmente para ella por Pablo Alborán.

## Sencillos
Lanzado el 31 de agosto de 2023, el sencillo «Ausente» se convirtió en la carta de presentación del disco. Pablo Alborán compuso la canción pensando especialmente en Malú. Según palabras del cantautor, la idea surgió del respeto y la admiración que siente por ella, considerando la experiencia un lujo. Interpretada en solitario y con la producción de Paco Salazar, la canción recupera a la Malú más desgarradora cantando al desamor.
El segundo sencillo, «Diles», fue estrenado el 20 de octubre del mismo año, acompañado de su vídeo musical. Recuperado de su sexto trabajo discográfico con nombre homónimo, supuso el primer dúo de la madrileña con Ana Mena. Confesa enamorada del tema, Mena lo había interpretado de niña en sus primeras apariciones en la televisión regional. Dicha actuación llegó a viralizarse en redes sociales tras el anuncio de la colaboración de ambas artistas. Además de la novedad del dueto, el tema presentaba novedades de producción que corrió a cargo de Dabruk: los sonidos de guitarra del inicio fueron sustituidos por piano y se introdujo el uso de sintetizadores para dotarle de un toque más actual.
El tercer sencillo, «Enamorada», fue publicado el 24 de noviembre de 2023. Proveniente del álbum Otra piel, en la nueva versión Malú comparte dueto con Niña Pastori con unos sonidos completamente renovados, convirtiéndose la balada en un ritmo de salsa.
Coincidiendo con la salida del disco, vio la luz el cuarto sencillo, «Ahora tú». Dueto con Luis Fonsi, el tema proviene del álbum Guerra fría y fue publicado con su correspondiente videoclip. El tema, que habla sobre la llegada de un nuevo amor, fue anunciado por la cantante con dedicatoria incluida a Fonsi: «Ahora tú tenía q ser contigo, Luis Fonsi. Gracias por acompañarme y poner tanto cariño en una canción tan especial».
En abril de 2024, se lanzó «El apagón», en un dueto con Melendi, como quinto sencillo. El tema, que hasta el momento no había sido elegido como sencillo, contó con un video musical dirigido por Mario Ruiz.

## Recepción
A todo sí se posicionó en el número uno en ventas en su primera semana en la lista oficial de Promusicae y permaneció un total de dieciocho semanas en ella.

## Lista de canciones
| A todo sí |                                          |                                                              |          |  |
| N.º       | Título                                   | Escritor(es)                                                 | Duración |  |
| 1.        | «Ausente»                                | Pablo Alborán                                                | 3:34     |  |
| 2.        | «Diles» (con Ana Mena)                   | David Santisteban · Marco Dettoni                            | 3:23     |  |
| 3.        | «El apagón» (con Melendi)                | Melendi · Malú                                               | 3:38     |  |
| 4.        | «Blanco y negro» (con Manuel Carrasco)   | María Bernal · Aitor García · Jules Ramllano · Armando Ávila | 4:01     |  |
| 5.        | «Enamorada» (con Niña Pastori)           | David DeMaría · David Santisteban                            | 3:01     |  |
| 6.        | «Aprendiz» (con Alejandro Sanz)          | Alejandro Sanz                                               | 4:33     |  |
| 7.        | «Todos los secretos» (con Pablo Alborán) | Jorge Luis Chacín · Julio Reyes · Malú · Mónica Vélez        | 3:38     |  |
| 8.        | «Ahora tú» (con Luis Fonsi)              | Rafael Vergara · Antonio Rayo Gibo                           | 2:57     |  |
| 9.        | «Libérame» (con Soleá)                   | Jules Ramllano · Freddy Cañedo · Carolina Rosas              | 3:34     |  |
| 10.       | «Ángel caído» (con Pablo López)          | Pablo López                                                  | 3:48     |  |
| 11.       | «A prueba de ti» (con Abraham Mateo)     | Bruno Danzza · Francisco Oroz                                | 3:11     |  |
| 12.       | «Ni un segundo» (con Vanesa Martin)      | Leonel García                                                | 3:35     |  |
| 13.       | «Oye» (con Israel Fernández)             | Marta Soto                                                   | 3:28     |  |
| 14.       | «Como una flor» (con D.J. Nano)          | Carlos Javier Molina · Antonio Raúl Fernández                | 3:53     |  |

## Créditos y personal
- Malú: artista principal, voz
- Paco Salazar: producción, bajo, programaciones, teclado
- Miguel Lamas: batería
- Iñaki García: arreglo de cuerdas
- Ana Valero: viola
- Paloma García del Busto: violoncelo
- Miky Molina y Roberto Mosquera: violín
- Dabruk: producción, arreglos, ingeniero de grabación
- Juan Guevara: guitarras, bajo
- David Augustave: coros
- Luca Germini: producción, arreglos, teclados, mezclas
- Guillermo Badalá: bajo
- José de Castro: guitarras
- Miguel Lamas: batería
- Iñaki Quijano: arreglos de cuerdas
- Carles Campi: producción, programaciones
- Felipe Guevara: mezclas
- Chaboli: producción, arreglos, dirección musical, teclados
- Luis Guerra: arreglos, piano acústico
- Yuri Nogueira: timbal, güiro, maraca
- Jony Losada: bajo
- Carlos Martin y Víctor Vázquez: trombones
- Manuel Tomás: mezclas
- Emilio Mercader: producción, dirección artística, arreglos
- Tomatito: guitarra flamenca
- David Loyola: programaciones, arreglos de cuerda
- Miguel Ángel López: piano
- Piraña: percusión flamenca
- David Moreira: violín
- Blanca López: violoncelo
- Vic Mirallas: teclados, programaciones
- Julio Reyes Copello: arreglos de cuerda
- Carlos F, López: arreglos de cuerda
- Henry Mancini Institute Orchestra: cuerda
- Andy Clay: producción, guitarras, teclados
- Jay Simon: programaciones
- Rubén García: producción, piano, teclados, programación
- Yaiza García y Verónica Ferreiro: coros
- Yago Salorio: bajo
- José de Castro: guitarras
- Abraham Mateo y Dani Ruiz: producción, guitarras, teclados
- Antonio Sánchez: guitarra flamenca
- Jessica Estévez: cajón
- D.J. Nano: producción, arreglo, programaciones
- Álvaro Sánchez Domínguez: mezclas
- Carlos Hernández Carbonell: masterización
- Mario Sierra: fotografía
- Sheila Platero: diseño gráfico

Créditos adaptados desde las notas de A todo sí (2023) y Allmusic.

## Posicionamiento en listas
| Listas (2023)       | Mejor posición |
| ------------------- | -------------- |
| España (PROMUSICAE) | 1              |

| Listas (2023)       | Mejor posición |
| ------------------- | -------------- |
| España (PROMUSICAE) | 77             |
| Listas (2024)       | Mejor posición |
| España (PROMUSICAE) | 85             |

## Premios
| Año  | Nominación   | Categoría               | Resultado | Ref.   |
| ---- | ------------ | ----------------------- | --------- | ------ |
| 2024 | Premios Dial | Premio Cadena Dial 2024 | Ganadora  | [ 17 ] |